# Giuseppe Alessandro Furietti
Giuseppe Alessandro Furietti (ur. Bergamo, 23 stycznia 1684, zm. w Rzymie, 14 stycznia 1764) – kardynał, literat, archeolog, antykwariusz, kolekcjoner i erudyta włoski.

## Życiorys
Jego rodzicami byli Giovanni i Caterina Terzi, oboje z patrycjuszowskich rodzin Bergamo. Najpierw uczył się w rodzinnym mieście, a następnie studiował retorykę i filozofię w Collegio Elvetico w Mediolanie oraz teologię i matematykę w Almo Collegio Borromeo w Pawii, a następnie prawo kanoniczne w Uniwersytecie w Pawii, doktoryzując się in utroque iure ok. 1705. W tym samym roku został wyświęcony na kapłana w Bergamo.
W 1709 przeniósł się do Rzymu, mając nadzieję wejść do gremiów Kurii Rzymskiej. Zyskał sławę jako prawnik i dyplomata. W 1722 został mianowany referendarzem Najwyższego Trybunału Sygnatury Apostolskiej, w 1743 został sekretarzem Kongregacji Soboru, a w 1759 otrzymał purpurę kardynalską.

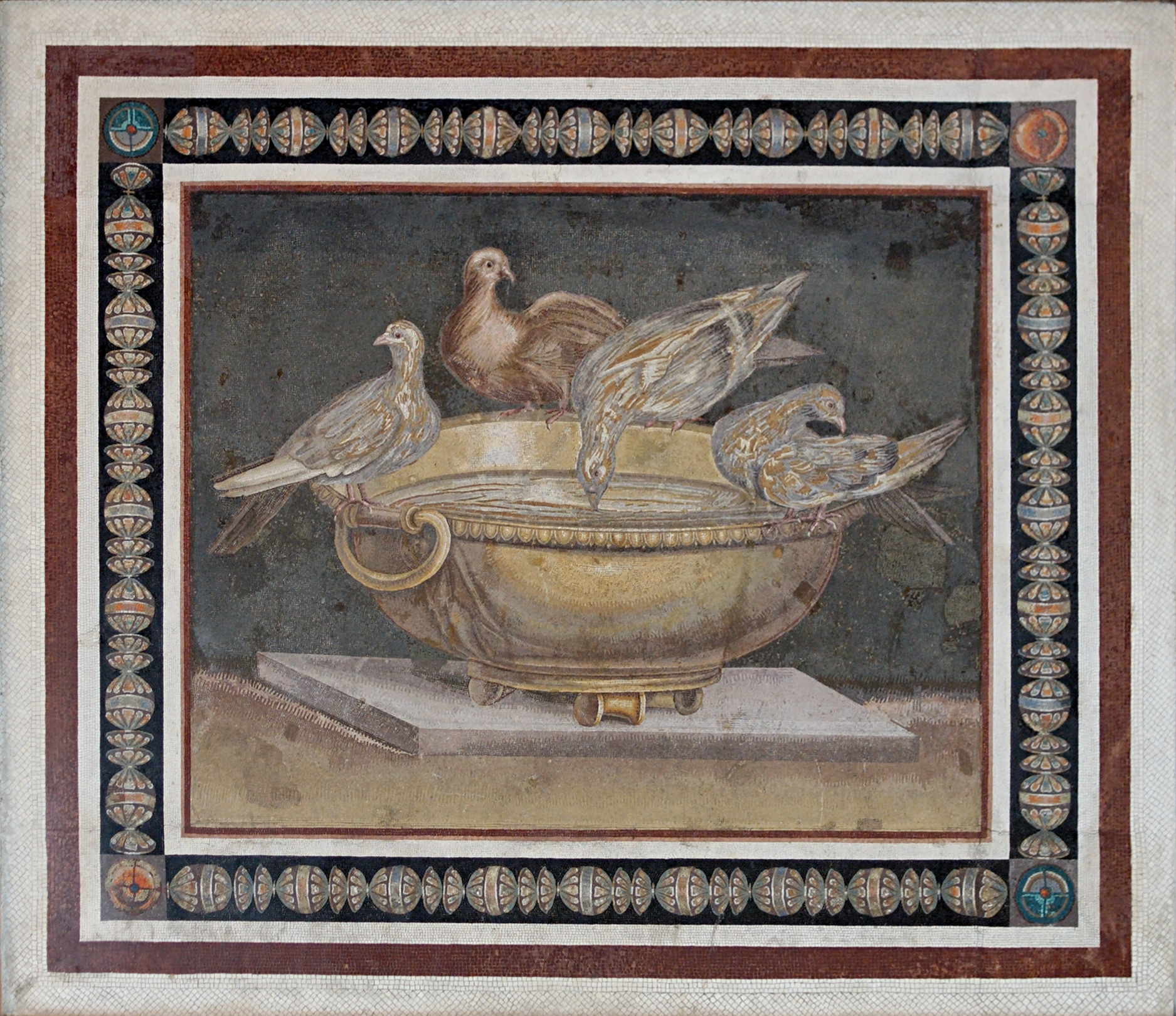
Mozaika gołębi (Muzea Kapitolińskie)

Jego zainteresowania szły jednak także w stronę zagadnień humanistycznych i archeologii. W 1710 został przyjęty do Akademii Arkadii pod nazwiskiem Entesto Calameo. Napisał biografie humanisty Gasparino Barzizza, jego syna Guiniforte Barzizza i poety Publio Fontana. Rozpoczął opracowywanie listów Maurizio Cattaneo, humanisty i nauczyciela Torquato Tasso, ale nie zdołał go dokończyć. Zebrany przez niego materiał został wykorzystany przez jego sekretarza Piero Antonio Serassi w dziele z 1759 – Vita di Torquato Tasso.
Jako archeolog zajmował się szczególnie Willą Hadriana w Tivoli, prowadząc z własnych środków wykopaliska, podczas których w 1736 odnalazł dwie nadzwyczajne marmurowe rzeźby centaurów, dzieło artystów greckich, a w 1738 słynną mozaikę gołębi. To ostatnie znalezisko zachęciło go do studiowania sztuki mozaiki. Efektem tych studiów było jego najważniejsze dzieło – traktat De musivis. Stawiano sobie pytanie, dlaczego Benedykt XIV nie dał mu purpury kardynalskiej. Hipoteza przytaczana przez Gaetano Moroniego, że stało się tak, gdyż Furietti odmówił przekazania Muzeom Kapitolińskim posągów centaurów, wydaje się nieuzasadniona. Chodziło tu raczej o motywy polityczne.